# Tống tứ đại thư
Tống tứ đại thư (giản thể: 宋四大书; phồn thể: 宋四大書; bính âm: Sòngsìdàshū) là một bộ sách của Trung Quốc được biên soạn bởi Lý Phưởng (925-996) và một số những người khác trong thời kỳ nhà Tống (960-1279).
Bộ sách này bao gồm bốn tác phẩm lớn:
- Thái Bình ngự lãm (太平御覽). Gồm 55 phần, 1.000 quyển và tổng cộng 4,7 triệu chữ.[1] Đây là tác phẩm tổng hợp mọi phương diện của văn hóa Trung Hoa, nó được biên soạn từ năm 977 đến năm 983 (niên hiệu Thái Bình Hưng Quốc thời vua Tống Thái Tông).
- Thái Bình quảng ký (太平廣記). Gồm 500 quyển và tổng cộng 3 triệu chữ.[2] Đây là tác phẩm tập hợp khoảng 7.000 truyện văn học được lựa ra từ hơn 300 sách văn học được xuất bản từ thời nhà Hán đến đầu thời nhà Tống. Thái Bình quảng ký được hoàn thành năm 978.
- Văn uyển anh hoa (文苑英華). Gồm 38 phần, 1.000 quyển tập hợp 19.102 tác phẩm thơ, văn, nhạc của khoảng 2.200 tác giả, phần lớn trong số đó được sáng tác từ thời nhà Đường.[3] Văn uyển anh hoa được biên soạn từ năm 982 đến năm 986.
- Sách phủ nguyên quy (冊府元龜). Gồm 1.000 quyển với tổng cộng 9,4 triệu chữ.[4] Đây là tác phẩm tập hợp những văn bản hành chính và lịch sử của các triều đại Trung Quốc, nó được thực hiện từ năm 1005 đến năm 1013.